# کینولین
کینولین (به انگلیسی: Quinoline) با فرمول شیمیایی C9H7N یک ترکیب شیمیایی با شناسه پاب‌کم 7047 است. که جرم مولی آن ۱۲۹٫۱۶ گرم بر مول می‌باشد. 